# カラミティ・ジェーン

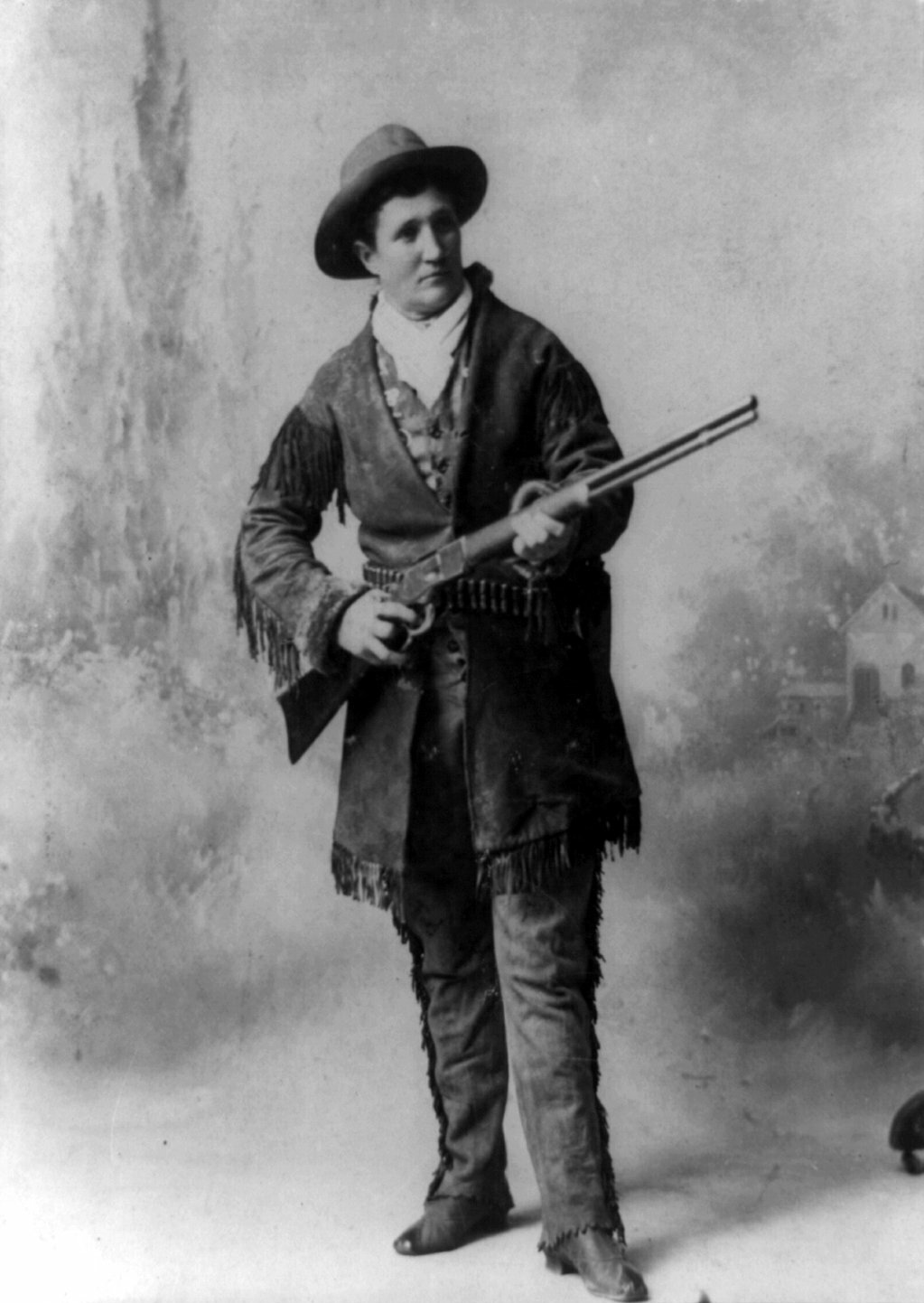
43歳の時のカラミティ・ジェーン

カラミティ・ジェーン（Calamity Jane, 本名マーサ・ジェーン・カナリー（Martha Jane Cannary, 1856年（または1852年）5月1日 - 1903年8月1日）はアメリカ西部開拓時代の女性ガンマン。別名平原の女王。
ワイルド・ビル・ヒコックの親友として知られ、西部開拓時代における女性開拓者でありプロの斥候だった。

## 経歴

### 生まれてから：1856年 – 1874年
1856年、彼女はマーサ・ジェーン・カナリーとしてミズーリ州マーサー郡のプリンストンに生まれた。彼女の両親（ロバート・Wとシャーロット・カナリー）はプリンストンの北西11キロメートル（7マイル）にあるラヴァーナのはずれに住んでいたとアメリカ合衆国国勢調査局の1860年の国勢調査記録で判明している。彼女には2人の弟と3人の妹がおり、彼女は6人姉弟の長女だった。
1866年、彼女が14歳のとき、父ロバートは家族全員を連れて幌馬車でモンタナ州バージニア・シティへ引っ越した。母シャーロットはモンタナ州ブラック・フットで1866年から流行していた重い肺炎にかかり、道中で死亡した。1866年春にバージニア・シティに到着後、ロバートは6人の子供全員をユタ州ソルトレイクシティに連れて行った。1866年夏には現地に到着し、ロバートは約16ヘクタール（40エーカー）の土地に入植し農作を開始したが、1867年、彼女が15歳のときに父ロバートは死去し家族は孤児となった。
彼女は家督を継ぎ、もう一度幌馬車で移動しワイオミング州のブリッガー砦へ入った。1865年5月に現地に到着後、更にそこからユニオン・パシフィック鉄道に乗り換えてピードモントへ旅を続けた。
ピードモントでは、彼女は6人兄妹の長女として家族を養うためにどんな仕事でも引き受けた。皿洗い、コック、ウエイトレス、踊り子、看護婦、牛飼いなどを経て、最終的には1874年にラッセル砦で斥候の仕事を得た。
1896年の彼女の自叙伝で、彼女はこの頃のことを述懐している。
| 「 | 1865年から私たちはミズーリ州にあった家から5ヶ月間かけてモンタナ州のバージニア・シティまで移動した。道中では常に私の時間はハンターとして男たちとハンティングすることに費やされた。私は常に男性と共に在り、興奮と冒険があった。 バージニア・シティに到着する頃には、私の年齢では良い銃使いであり恐れを知らない乗り手に成長していた。 私はミズーリからモンタナまでの道中の出来事を忘れられない。幾度も山を越えたときには、道が非常に悪く凸凹していたので馬の力だけでは乗り越えられず、私たちは何度もロープで馬車を曳き凸凹を越えさせなければならなかった。また、私たちは何度も流砂や沼地で有名な地点の流れの上をどきどきしながら越えた（私たちが慎重さを欠いていたならば、馬車や荷物の全てを失っただろう）。 そして、私たちには川が大雨で膨らみ奔流となるときに出会う大きな危険がたくさんあった。通常、その種の危険の際には男たちは最も良い渡河地点を見つけ、そこを横断するだろう。私自身、単に楽しむためだけに何度も馬に乗って川を横断し泳いだ。私と馬の両方は何度も死の淵を見、そこから生還した。しかし、開拓者たちには多くの勇気があったので、私たちは無事にバージニア・シティに到着した。 母は1866年にモンタナ州ブラックフットで亡くなった。そこで私たちは母を埋葬し、春にモンタナを出て、夏にユタ州ソルトレイクシティに到着した。 | 」 |

この期間中に彼女は「非常に魅力的」であり、「暗い目をした少女」として記述された。ジェーンはほとんど無学であるに等しかったが読み書き出来た。彼女はグレートプレーンズ（大平原地帯）でより荒くアウトドアな人生へ移った。

### 斥候：1870年 – 1876年
軍人の制服を身につけ、彼女は斥候として働き始めた。彼女の伝記によると、彼女はカスター将軍と一緒になったとある。歴史家が指摘しているように、彼女の発言には誇張傾向があり、自分の功績を詐称している。またカスターがラッセル砦に駐留したという記録は全くない。ある情報では彼女はワイオミング州のフェッターマン砦 (Fort Fetterman) へ配属され、ジョージ・クルック将軍と一緒に働いたとされている。
どの情報が本当であっても、このときは彼女が男装を始めたときである。彼女はこう述べている。
| 「 | これまで、私は自分の性別に合った服を身に着けてきた。カスターの軍に加わったとき、私は軍人の制服を身に着けた。それは最初不器用だったが、すぐに男たちの宿舎で完全な男の出で立ちとなった。 | 」 |

1872年の春に、彼女はカスター中佐が関わった1つの作戦に役立った。カスター将軍とネルソン・A・マイルズ将軍、テリー将軍とクルック将軍は彼らの軍を率いて「ムセール・シェルのインディアン大暴動」(Mussel Shell Indian Outbreak) または「ナーシー・パーシーのインディアン大暴動」 (Nursey Pursey Indian Outbreak) と呼ばれたインディアンの暴動鎮圧のために現在のワイオミング州シェリダン付近へ急遽派遣された。有りそうにないことだが、これは彼女の生涯で前述したカスターとの面識を持つための唯一の確認された機会だった。
この作戦に続く1874年に、彼女はカスター軍からの離隊を命令された（そこで、カスターとクルックの軍は駐屯と作戦を続けたが彼女はこれに関わることは出来なかった）。この作戦の期間中、彼女はカスター軍には配属されなかった。

#### あだ名

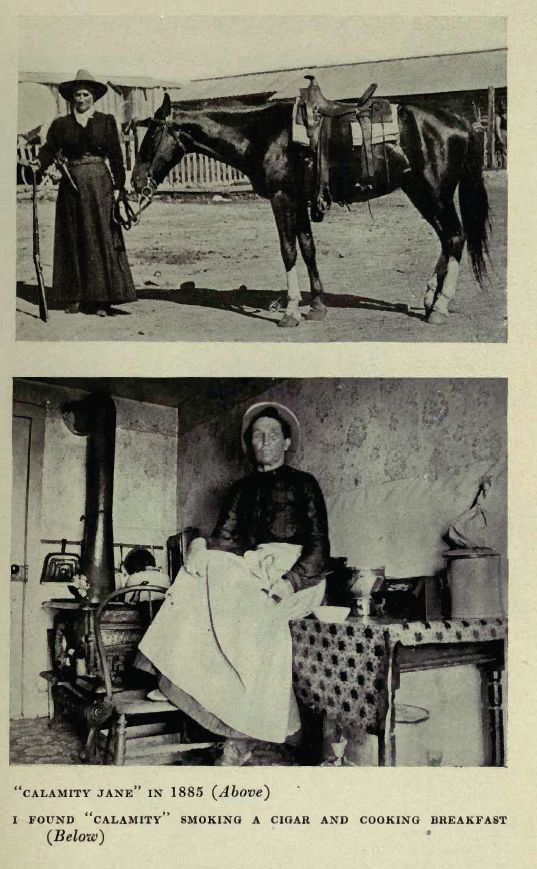
1885年に撮影されたカラミティ・ジェーン

彼女は長期間のインディアンたちとの戦争に関わるいくつもの作戦に参加した。彼女のいくつかの未確認の主張はその中にあった。
| 「 | この作戦の間に、私は「カラミティ・ジェーン」と呼ばれるようになった。それはワイオミング州グース・クリークで、今はワイオミング州シェリダンの街がある場所だった。イーガン大尉は隊長として指揮を執っていた。 私たちはインディアンの暴動を鎮めるよう命令され、数日間出動したが、6人の兵士が死傷した。藪の中を戻ろうとしていたとき、目的地からおよそ2.4キロメートル（1マイル半）の地点で攻撃を受けた。 発砲されると、イーガン太尉は撃たれた。私は発砲音を聞くと振り返り、イーガン太尉が馬の背から地面に落ちようとしているのを目撃した。私は大急ぎで馬を反転させて彼の元へ駆け戻り、彼が落馬しようとした瞬間にそこに到着し彼を受け止めた。私は私の馬の前部に彼を引き上げ、安全に駐屯地に戻った際に彼の指揮を引き継いだ。 彼は回復したあとに笑いながら私に言った。 「私は君をカラミティ・ジェーン、平原のヒロインと呼ぼう」 私は現在まで、その名前を示した。 | 」 |

しかし、この話は彼女の誇張または作り話だと考えられている。当時でさえ、彼女の話は真実として受け入れられていなかった。よく広く知られている由来は「法廷の疫病神 (court calamity)」として、彼女が法廷内の男性を怒らせ続けた結果、男性陣から彼女への警告として付けられた名前だと言われている。「カラミティー・ジェーン」として確認された話としては、彼女のクロック司令官への伝令としてのカスター軍からの離隊がリトルビッグホーンの戦い直前に命令されたということである。重要な命令文書を携えて、彼女は冷たいプラット川を泳ぎ最高速度で145キロメートル（90マイル）を旅して配達した。その後、彼女は病気になった。数週間後回復したあとに、彼女はワイオミング州のララミー砦へ移動し、1876年7月に（後の彼女の主張とは逆に）彼女が初めてワイルド・ビル・ヒコックに出会った地点の北で幌馬車隊に加わった。

### デッドウッドとワイルド・ビル・ヒコック：1876年 – 1881年
1875年、カラミティ・ジェーンはブラックヒルズでカリフォルニア・ジョーとバレンタイン・マクギリーカッティに同行して「ニュートン-ジェニー・パーティ」に加わった。
1876年にはサウスダコタ州ブラックヒルズ内にあるデッドウッドに定住した。そこでは、友人となったドーラ・デューフランがブラックヒルズ内の売春宿の女主人を探しており、そこに雇われた。そこまでの道中で彼女はチャーリー・ユッターの幌馬車隊でデッドウッドまで移動した折り、ワイルド・ビル・ヒコックとチャーリー・ユッターの2人と友人になった。そして彼女はヒコックを敬愛し、その個性と人生に大いに心酔し、取り憑かれた。
1876年8月2日、ヒコックが酒場でポーカーゲームに興じている間にジャック・マッコールに背後から撃たれて殺された後、彼女はヒコックと結婚したと主張した。ヒコックが彼女の娘（ジーン）の父親であったかどうかに関して、娘ジーンが1873年9月25日誕生したという主張と、後にジム・オニール (Jim O'Neil) とその妻による養子縁組の際に誰を提供したかという疑問についても娘の誕生を立証する公的な記録がなく、ヒコックとの関係は証明出来ないので彼女のロマンチックな想像だったと見られている。娘が生まれたと主張する期間に彼女は斥候として軍で働いていたし、ヒコックは死の直前にシャイアン族のアグネス・レイク・サッチャーとワイオミング州で結婚している。
しかし、1941年9月6日、合衆国政府福祉事業はマーサ・ジェーン・カナリーとジェームズ・バトラー・ヒコックとの間に生まれたジーン・ヒコック・バークハーデット・マクコーミック（マッコーミック姓は彼女の3番目の夫に由来）と主張した女性に対する交付金老年支援を認めた。このときに1873年9月25日、マーサ・ジェーン・カナリーとワイルド・ビル・ヒコックがモンタナ準州のベンソンで結婚したという証拠として、牧師がそれをサインしたという聖書が提出され、様々なドキュメンタリー作品に於いてこのことが描かれているが後にヒコックの遺族によってこれはマッコーミックの捏造だと立証されることになった（ローザ・ジョゼフは「皆は彼のことを『ワイルド・ビルと呼んでいた』と証言した」）    。
また、ヒコックの死後はジャック・マッコールが彼女の住居に押し入り、肉切り包丁を振り回しそれを銃で撃退して追いかけたと主張した。しかし彼女がマッコールと対峙した事実はなかった。捕まったマッコールの絞首刑後もジェーンはしばらくデッドウッドに住み続けていたが、数人の駅馬車を襲う平原インディアンたちを撃退し数人の乗客を助け、駅馬車のドライバーであったジョン・スラウターが殺害されたことによりジェーンは代わりにデッドウッドの目的地まで手綱を取って運転した。1876年の後半にはジェーンはデッドウッド地域で流行した天然痘の犠牲者を看病した。

### 晩年：1881年 - 1903年

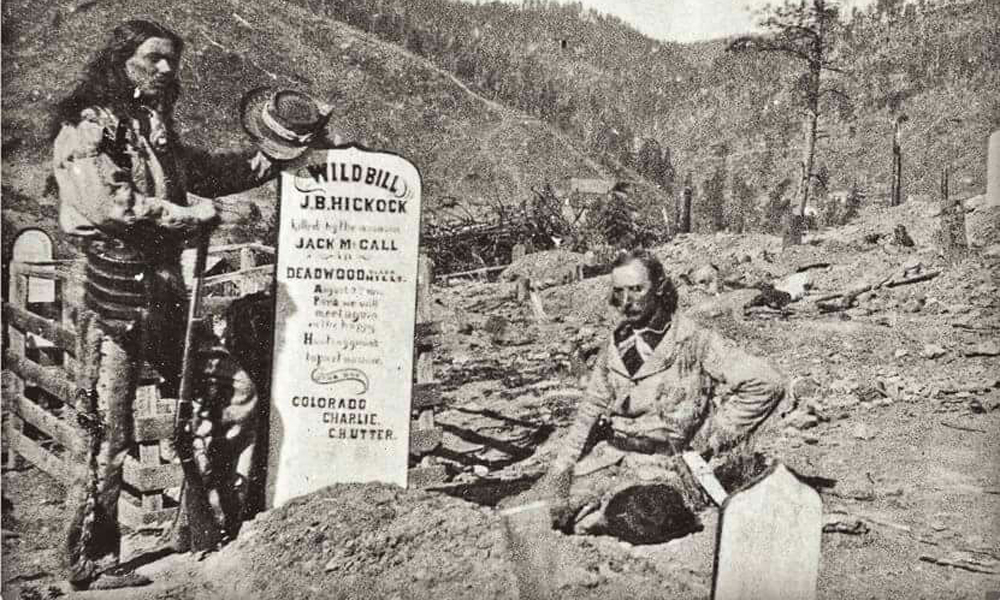
ワイルド・ビル・ヒコックの墓前に立つスティーブとチャーリー・ユッター（この隣にカラミティ・ジェーンが埋葬された）

1881年、彼女はイエローストーン川沿いのモンタナ州マイルズシティの西で牧場を買った。そこでは彼女は宿屋を経営した。テキサス人のクリントン・バークと結婚した後に、彼女には再び運が訪れた。1887年には娘が生まれた。ジェーンと名付けられた娘は、里親に預けられた。
1893年にはカラミティ・ジェーンとしてバッファロー・ビルのワイルド・ウェスト・ショーに騎手および曲芸ガンマンとして参加した。また、彼女はショーの全米巡業にも参加した。
ジェーンが19世紀の終わりに南ダコタ州のブラックヒルズに戻ったとき、ドーラ・デューフラン夫人の店はまだ繁盛していた。ジェーンは1903年までブラックヒルズの店で過ごした。その後の数ヶ月、ジェーンはベル・フーシュにあるドーラの売春宿で働く少女のために料理や洗濯などをして生活費を稼いだ。7月に、彼女はサウスダコタ州テリーへ旅行に出かけた。1903年8月1日、キャロウェーホテルに滞在中に肺炎を起こし、47歳で死亡した。彼女の持ち物の中からは、彼女の娘に宛てた1束の手紙が発見された。これらの中のいくつかの手紙が20世紀の作曲家であるリビー・ラーセンによって曲を付けられ、 "Songs From Letters" と呼ばれた連作楽曲集となって発表された。彼女がこれらの手紙の実際の作者であったとする有効な証拠は全くない。彼女はサウスダコタ州にあるモリア山墓地の、ワイルド・ビル・ヒコックの隣に埋葬された。

## 自叙伝
自叙伝『カラミティ・ジェーン』は彼女の死後に有名になり、彼女は非常に多彩で波瀾万丈な人生を送った。しかしその自叙伝内の主張には多数の疑わしい点が記載されており、例えば、カスター中佐の死の何年も後に、彼女は軍隊生活初期の期間ラッセル砦で彼の下で働き、また、インディアン掃討作戦の間アリゾナで彼の下で働いたと主張した。しかし彼女がラッセル砦に配属された記録は全く存在しないし、彼女がアリゾナでの作戦に参加した記録もない。彼女はただ平原インディアンたちの掃討を命令されただけだった。

## カラミティ・ジェーンに関するメディア（小説・映画・報道資料など）

### 小説
英語圏
- 『デッドウッド・ディック』シリーズ - エドワード・ウィーラーによってビードルズ・ハーフ・ダイム・ライブラリーに掲載されたデッドウッド・ディックシリーズに登場する物語上重要なヒロインとして描かれている。1877年に第一作が掲載され、シリーズ化した。この作品内では彼女の魅力を高めるために実際の功績より遙かに多くの脚色がなされた[9]。
- 『デッドウッド』 - 1986年にペーター・デクスターによって小説化されアルフレッド・A・ヌープ社より出版された[10]。

日本語圏
- 火浦功 高飛びレイクシリーズ - （ヒロインにカラミティ・ジェーンという名前の女性ヒロインが登場）

### 映画
- 平原児 THE PLAINSMAN - 1936年 アメリカ映画 監督：セシル・B・デミル、演：ジーン・アーサー
- 腰抜け二挺拳銃 THE PALEF ACE - 1948年 アメリカ映画 監督：ノーマン・Z・マクロード、演：ジェーン・ラッセル（主演はボブ・ホープ。政府の密命を受けたカラミティ・ジェーンが主人公の歯医者と偽装結婚するヒロインとして登場）
- カラミティ・ジェーン CALAMITY JANE - 1953年 アメリカ映画 監督：デヴィッド・バトラー、演：ドリス・デイ
- ワイルド・ビル Wild Bill - 1995年 アメリカ映画 監督：ウォルター・ヒル、演：エレン・バーキン

### アニメーション
- カラミティ（フランス語版）Calamity, Une enfance de Martha Jane Cannary - 2020年 フランス／デンマーク映画 監督：レミ・シャイエ（フランス語版）

### ゲーム
- PlayStation　ワイルドアームズ - （ジェーン・マックスウェル、通称カラミティ・ジェーンという女性キャラクターが登場）
- soul reverse zero
- Fate/Grand Order